# 霍華德山 (南極洲)
75°40′S 161°16′E / 75.667°S 161.267°E
霍華德山是南極洲的山峰，位於維多利亞地，屬於阿爾伯特親王山脈的一部分，處於喬伊斯山東南面15公里，海拔高度1,460米，現時由南極條約體系管理。